# The Pennsylvania Gazette

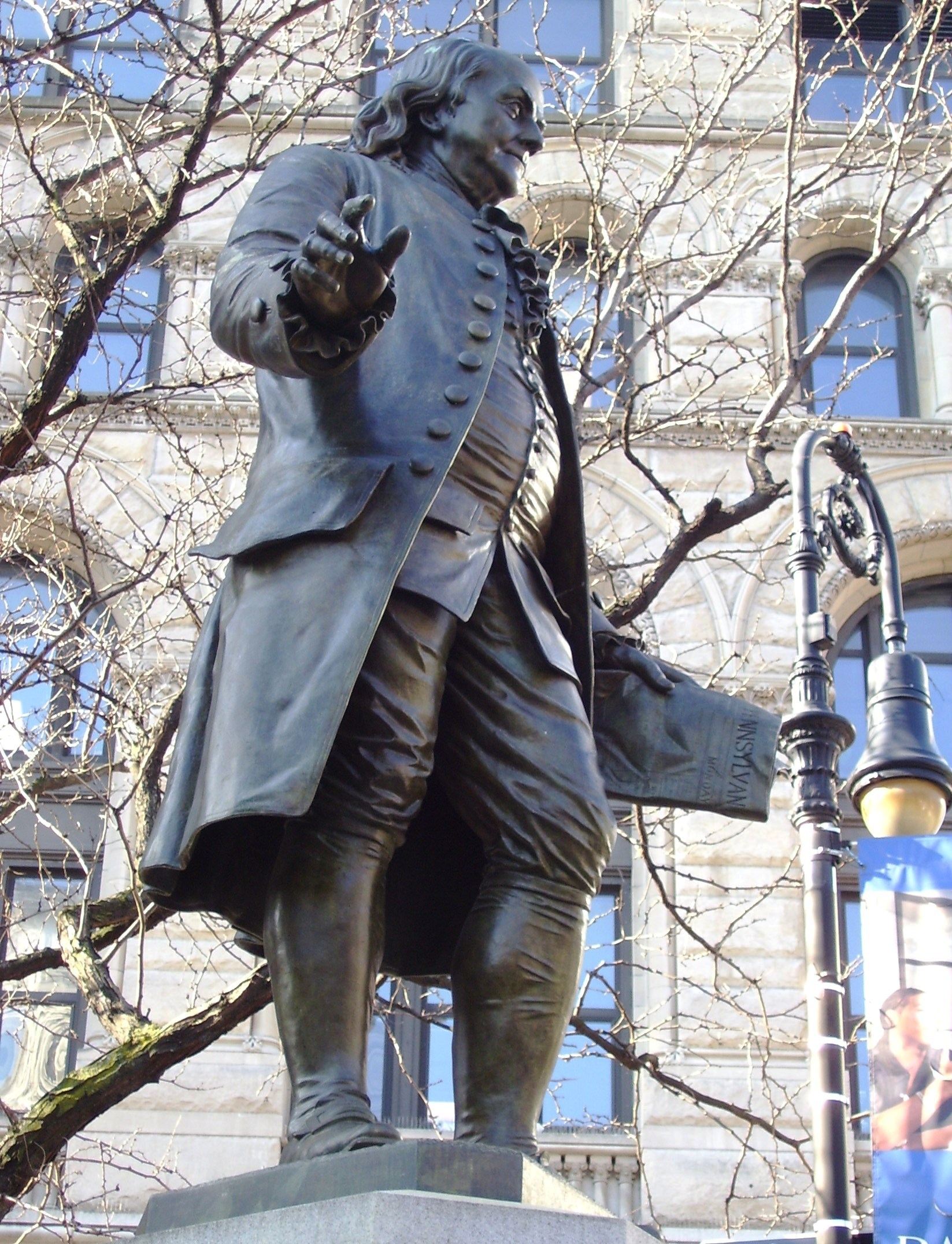
Estatua de Benjamin Franklin sosteniendo una copia de The Pennsylvania Gazette.

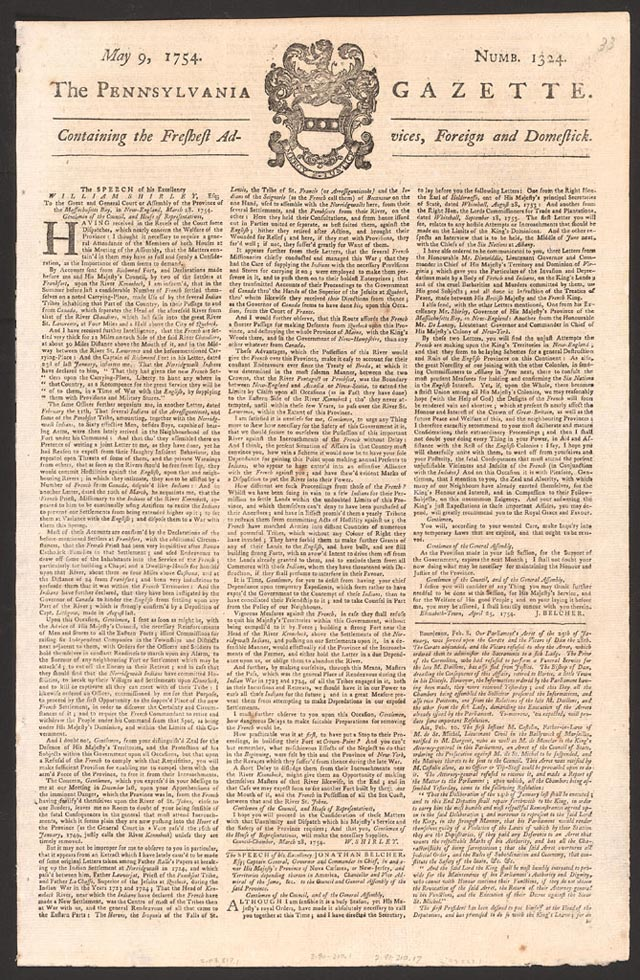
Primera plana de la edición del 9 de mayo de 1754 de The Pennsylvania Gazette.

The Pennsylvania Gazette fue uno de los periódicos estadounidenses más prominentes, desde 1728 (antes del período de la guerra de independencia de Estados Unidos) hasta 1800.

## Historia
El periódico fue fundado en 1728 por Samuel Keimer y fue el segundo periódico publicado en Pensilvania bajo el nombre The Universal Instructor in all Arts and Sciences: and Pennsylvania Gazette, en alusión a la intención de Keimer de publicar una página de la Cyclopaedia de Ephraim Chambers en cada copia.  El 2 de octubre de 1729, Benjamin Franklin y Hugh Meredith compraron el periódico y abreviaron su nombre, al mismo tiempo que abandonaron el plan grandioso de imprimir la Cyclopaedia. Franklin no solo imprimió el periódico, sino que también contribuyó con textos bajo seudónimos. Su periódico pronto se convirtió en el más exitoso de las Trece Colonias.

## Textos publicados
El 6 de agosto de 1741, Franklin publicó una editorial sobre el recientemente fallecido Andrew Hamilton, un abogado y figura pública de Filadelfia que había sido su amigo. La columna alabó al hombre y mostró la gran estima que le había tenido Franklin.
En 1752, Franklin publicó un relato en tercera persona de su experimento pionero con cometas sin mencionar que él mismo lo había realizado.
Principalmente una publicación para avisos clasificados, comerciantes e individuos publicaban avisos de empleo y de objetos en venta. La primera plana de la edición del 31 de julio de 1776 lista acciones militares anunciadas por John Hancock, junto con la venta de una plantación en el condado de Chester, una recompensa de tres dólares por un caballo a rayas, una recompensa de tres libras por hallar a una irlandesa de 23 años llamada Jane Stepberd, una recompensa de tres libras por un esclavo huido y la venta de una sirvienta escocesa sin nombre.
El periódico imprimiría caricaturas políticas como "Join, or Die", de autoría del propio Franklin.

## Legado
Dejó de publicarse en 1800, diez años después de la muerte de Franklin. Se dice que la publicación resurgió en 1821 como The Saturday Evening Post.
Existe tres copias conocidas del periódico original, las cuales están albergadas en The Historical Society of Pennsylvania, The Library Company of Philadelphia y la Sociedad Histórica del Estado de Wisconsin.